# Gyula Károlyi
Dans le nom hongrois Károlyi Gyula, le nom de famille précède le prénom, mais cet article utilise l’ordre habituel en français Gyula Károlyi, où le prénom précède le nom.
Pour les articles homonymes, voir Károlyi.
Gyula comte Károlyi de Nagykároly, né le 7 mai 1871 à Baktalórántháza et décédé le 23 avril 1947 à Budapest, est une personnalité politique hongroise. Il est Premier ministre de Hongrie du 24 août 1931 au 1er octobre 1932. Il est membre de l'Académie hongroise des sciences à partir de 1915. Il est membre du conseil de Régence. Miklós Horthy le nomme par la suite conseiller secret en 1936.